# Fading Like a Flower (Every Time You Leave)
Fading Like a Flower (Every Time You Leave) è un singolo del duo svedese Roxette, pubblicato nel 1991 come secondo estratto dall'album Joyride.

## Descrizione
Il brano, scritto da Per Gessle, è giunto alla seconda posizione nella classifica statunitense Billboard Hot 100 nell'agosto 1991.
Il video prodotto per il brano è stato girato in parte a Gamla stan, città vecchia di Stoccolma, in Svezia.
Del brano è stata registrata una cover del gruppo death metal norvegese dei Cadaver.

## Tracce
1. Fading Like a Flower [Every Time You Leave]
2. I Remember You (Bonus track)
3. Physical Fascination (Guitar solo version)
4. Fading Like a Flower (Gatica Remix)

## Classifiche

### Classifiche settimanali
| Classifica (1991)                | Posizione massima |
| -------------------------------- | ----------------- |
| Australia                        | 7                 |
| Austria                          | 6                 |
| Belgio (Fiandre)                 | 5                 |
| Canada                           | 2                 |
| Danimarca                        | 6                 |
| Europa                           | 5                 |
| Finlandia                        | 4                 |
| Germania                         | 5                 |
| Irlanda                          | 4                 |
| Italia                           | 12                |
| Norvegia                         | 4                 |
| Nuova Zelanda                    | 22                |
| Paesi Bassi                      | 7                 |
| Regno Unito                      | 12                |
| Stati Uniti                      | 2                 |
| Stati Uniti (adult contemporary) | 5                 |
| Svezia                           | 5                 |
| Svizzera                         | 3                 |

### Classifiche di fine anno
| Classifica (1991) | Posizione |
| ----------------- | --------- |
| Austria           | 27        |
| Belgio (Fiandre)  | 26        |
| Canada            | 11        |
| Germania          | 24        |
| Stati Uniti       | 44        |
| Svizzera          | 17        |